# Liüntika
Liüntika o Levente (... – Presburgo ?, prima del 907 o luglio del 907) fu un membro della dinastia degli Arpadi e primogenito del principe ungaro Árpád.
In quanto comandante militare, prese parte alla conquista del bacino dei Carpazi (Honfoglalás, "conquista della patria"), compiuta dagli Ungari a cavallo tra la fine del IX secolo e l'inizio del X secolo.

## Carica ricoperta
Secondo la struttura tribale tipica dei Göktürk e dei Cazari, il principe ereditario esercitava il suo potere su tutto il popolo. Ciò appare in linea con le fonti, dove Liüntika viene riportato come capo dei Cabari. Questi ultimi furono l'ultimo gruppo etnico a unirsi agli Ungari. Secondo l'imperatore bizantino Costantino VII Porfirogenito, autore del De administrando imperio, vi era un capo (l'autore impiega il termine «arconte») anche nell'epoca in cui scrisse a capo delle tre tribù dei Cabari (si rimanda alle informazioni note sull'harka Bulcsú). Costantino riteneva che Lüntika fosse il comandante di quelle tribù durante la conquista magiara del bacino dei Carpazi.

## Biografia
La prima fonte attendibile relativa alla vita di Árpád, padre di Liüntika, è un documento dell'inizio del X secolo, la Cronaca di Giorgio il Monaco. Quest'ultima riferisce che l'imperatore bizantino Leone VI il Saggio (regnante dal 886 al 912) spedì il suo delegato Niceta Sclero dagli Ungari nell'894 o 895 «elargendogli dei doni» e incitandoli a combattere contro l'impero bulgaro. Sclero incontrò due personalità magiare di spicco, Árpád e Kurszán, sul Basso Danubio. La missione del bizantino terminò con un successo, poiché infatti un esercito ungaro attraversò presto il Danubio a bordo di navi bizantine contro la Bulgaria. Un'interpolazione del testo di Porfirogenito suggerisce che gli invasori fossero guidati proprio da Liüntika, a capo dei Cabari.
Dopo la conquista del bacino dei Carpazi, Liüntika probabilmente si impose a capo della Moravia, in quanto esisteva un castello moravo vicino alla foce del Thaya, Břeclav (Lundenburg), che viene citato come Laventenburch in una fonte del 1054.
Restano comunque troppo scarne le informazioni relative a questo personaggio storico e di certo non aiuta a comprendere se egli fosse esistito o meno Costantino VII, il quale lo menziona come figlio di Árpád durante la guerra bulgaro-bizantina dell'894-896 ma non elenca tra i discendenti di suo padre. Porfirogenito afferma infatti che Árpád «ebbe quattro figli: il primo Tarkatzous, il secondo Ielech, il terzo Ioutotzas e il quarto Zaltas». A questo dubbio si è cercato di rispondere affermando che Liüntika/Levente perse la vita durante la campagna contro i bulgari e, per questa ragione, non ebbe discendenti. Ciò sembra però contraddire il già citato toponimo di Laventenburch. Secondo altri studiosi, la sua identità coincide con quella di uno degli altri quattro figli, in particolare con il secondo figlio maggiore, Tarhacsi/Tarkacsu/Tarkatzus/Tarhos. Péter Földes ha elaborato una teoria particolare per giustificare la contraddizione: il termine «árpád» corrispondeva a una carica, impiegata per la prima volta dal gran principe Álmos, padre di Árpád. Egli diede questo nome al suo primogenito, il futuro erede. Secondo Földes le due interpretazioni potrebbero quindi fondersi. Liüntika sarebbe stato dunque figlio di «Árpád Álmos» e quindi fratello minore del gran principe Árpád, non suo figlio.

### Fonti primarie
- (EN) Costantino Porfirogenito, De administrando imperio, a cura di Gyula Moravcsik, traduzione di Romillyi J. H. Jenkins, Dumbarton Oaks Center for Byzantine Studies, 1967, ISBN 0-88402-021-5.

### Fonti secondarie
- (HU) György Györffy, István király és műve [Re Stefano e le sue azioni], Budapest, Gondolat, 1983, ISBN 963-281-221-2.
- (HU) Gyula Kristó, Tanulmányok az Árpád-korról [Studi sull'epoca degli Arpadi], Magvető, 1983, ISBN 978-96-32-71890-3.
- (EN) Gyula Kristó, Hungarian History in the Ninth Century, Szegedi Középkorász Műhely, 1996, ISBN 978-1-4039-6929-3.
- (HU) Gyula Kristó e Ferenc Makk, Az Árpád-ház uralkodói [Sovrani della casata degli Arpadi], I.P.C. Könyvek, 1996, ISBN 963-7930-97-3.
- (EN) András Róna-Tas, Hungarians and Europe in the Early Middle Ages: An Introduction to Early Hungarian History, CEU Press, 1999, ISBN 978-963-9116-48-1.
- (EN) Victor Spinei, The Great Migrations in the East and South East of Europe from the Ninth to the Thirteenth Century, 2003, ISBN 978-973-85894-5-2.